# アストナージ・メドッソ
- 機動戦士Ζガンダム > 機動戦士Ζガンダムの登場人物 > アストナージ・メドッソ
- 機動戦士ガンダムΖΖ > 機動戦士ガンダムΖΖの登場人物 > アストナージ・メドッソ
- 機動戦士ガンダム 逆襲のシャア > 機動戦士ガンダム 逆襲のシャアの登場人物 > アストナージ・メドッソ
- ガンダムクライシス > アストナージ・メドッソ

アストナージ・メドッソ (Astonaige Medoz) は、アニメ『機動戦士ガンダム』シリーズに登場する架空の人物。いくつかの作品に出ており、その当時の主力艦艇にメカニックマン（整備士）として乗り込んでいる。階級は曹長。
担当声優は広森信吾（現：森しん）。

## 劇中での活躍

### 機動戦士ガンダム U.C. ENGAGE
スマートフォンゲームアプリ『機動戦士ガンダム U.C. ENGAGE』のイベント「アムロシャアモード」では、デラーズ紛争終結後にガンダリウム合金#ガンダリウムγを携えたクワトロ・バジーナ大尉らとともにアナハイム・エレクトロニクス (AE) 社を訪れる。クワトロに「γ」が新型MSの装甲に採用されたとして、それはどこに配備されるのかと問うが、クワトロはまだ言えない、正確にはまだ決まってなく自分が決める立場にないと返される。

### 機動戦士Ζガンダム
エゥーゴに所属。新造巡洋艦アーガマにメカニックとして乗艦する。テレビ版ではカミーユ・ビダンが素案を起こしたΖガンダムを、アナハイム・エレクトロニクス (AE) 社へ送っている。
なお、OVA『GUNDAM EVOLVE2』は後述の劇場版アニメ『機動戦士ガンダム 逆襲のシャア』での死後、遺品整理の際に発見された「趣味で録画していたガンダムMk-IIの演習風景などを編集したディスク」という設定となっている。

### 機動戦士ガンダムΖΖ
引き続きアーガマにメカニックとして乗艦。序盤はパイロット不足からΖガンダムで出撃することもあったが、終盤にはΖΖガンダムに耐ビームコーティング化や追加装甲といった強化改修を施すなど、高性能で整備性が煩雑な機体を見事に整備し続けている。
プロ意識の高さから、ジュドー・アーシタやビーチャ・オーレグを叱咤する場面も見られたが、本質的には彼らにも慕われており、アクシズの小惑星モウサへ出撃するジュドーを談笑の後に見送っている。

### 機動戦士ガンダム 逆襲のシャア
地球連邦軍第13独立艦隊ロンド・ベル隊に所属。旗艦ラー・カイラムでチーフメカニックを担当する。エゥーゴ時代からの付き合いであるブライト・ノア大佐やアムロ・レイ大尉とは、引き続き親密な仲である。また、モビルスーツ (MS) 隊のケーラ・スゥ中尉とは恋仲であったが、作戦中の戦死で先立たれる。やがて、自身も大破したリ・ガズィで出撃しようとするチェーン・アギを制止しようと甲板へ出た際、ビームの流れ弾が付近へ命中して命を落とす。

## その他
- 劇場アトラクション『ガンダムクライシス』では、一年戦争当時にモスク・ハンのもとでマグネット・コーティングの研究にも携わっていたことが描かれている。地球連邦軍の宇宙戦艦に搭乗し、実戦を経験するうちに銃座担当から情報解析やMSのメンテナンス技術に至るまで、ノウハウを吸収していく。やがて、戦後にはAE社との関係を持つほか、アクシズから来たクワトロ・バジーナと知り合い、兵器に関する知識が豊富な点で才能を見い出される。
- ゲーム「スーパーロボット大戦シリーズ」では、メカニックのチーフとして登場する機会が多い。クロスオーバー作品という性質上、MS以外の整備も手掛けているため、「伝説のメカニック」「何でも整備してしまうメカの天才」などと呼ばれ、ゲーム中に登場する他作品のメカニックたちからも尊敬されている。
- 『ガンダムエース』2017年9月号・10月号に、アストナージを主人公とした川崎順平の漫画『アストナージ・メドッソのメソッド』が掲載された。内容は、『Ζガンダム』時代をもとにしたギャグ漫画である。